# دنیس کینگ (بازیگر)
دنیس کینگ (انگلیسی: Dennis King؛ ‏ ۲ نوامبر ۱۸۹۷ – ۲۱ مهٔ ۱۹۷۱) بازیگر اهل بریتانیا بود.
از فیلم‌هایی که وی در آن نقش داشته‌است می‌توان به معجزه و برادر شیطان اشاره کرد.